# Ravi Patel
Ravi Vasant Patel (Freeport (Illinois), 18 december 1978) is een Amerikaanse acteur.
Patel is de zoon van financieel adviseur vader Vasant Patel en makelaar moeder Champa Patel. Hij bracht het grootste deel van zijn jeugd door in Charlotte, North Carolina. Hij studeerde in 2001 af aan de Universiteit van North Carolina te Chapel Hill met een dubbele majors in economie en internationale studies. Hij heeft een zus Geeta Patel die regisseuse en schrijfster is. Patel is getrouwd met actrice Mahaley Patel met wie hij een dochter heeft.

## Filmografie

### Film
Exclusief korte films.
| Jaar | Titel                                  | Rol         | Opmerkingen |
| ---- | -------------------------------------- | ----------- | ----------- |
| 2006 | The Boys & Girls Guide to Getting Down | Rajeev      |             |
| 2007 | Transformers                           | Telefoniste |             |
| 2008 | Hotel California                       | Sam         |             |
| 2009 | Powder Blue                            | Sanjay      |             |
| 2009 | The Last Hurrah                        | Ara         |             |
| 2015 | Puerto Ricans in Paris                 | Hassan      |             |
| 2016 | Get a Job                              | Wick        |             |
| 2017 | Band Aid                               | Bobby       |             |
| 2018 | The Black String                       | Dr. May     |             |
| 2019 | Long Shot                              | Tom         |             |
| 2019 | Come As You Are                        | Mo          |             |
| 2019 | Emmett                                 | Mr. Hume    |             |
| 2020 | Wonder Woman 1984                      | Babajide    |             |
| 2022 | The Valet                              | Kapoor      |             |
| 2022 | The Time Capsule                       | Roger       |             |
| 2023 | Dashing Through the Snow               | Peter       |             |
| 2024 | Harold and the Purple Crayon           | Prasad      |             |

### Televisie
| Jaar      | Titel                             | Rol                   | Opmerkingen                |
| --------- | --------------------------------- | --------------------- | -------------------------- |
| 2006      | It's Always Sunny in Philadelphia | Advocaat              | Afl. "The Gang Goes Jihad" |
| 2006      | After Midnight: Life Behind Bars  | Sanji                 | Televisiefilm              |
| 2007      | Scrubs                            | Intern #2 / Intern #4 | 2 afleveringen             |
| 2007      | The World According to Barnes     | Nasser                | Televisiefilm              |
| 2008      | Squeegees                         | Jorge Salcedos        | Televisiefilm              |
| 2008-2009 | Easy Money                        | George Patil          | 6 afleveringen             |
| 2009      | Static                            | Diverse rollen        | 6 afleveringen             |
| 2010      | Past Life                         | Dr. Rishi Karna       | 9 afleveringen             |
| 2010      | Look                              | Vinnay                | 3 afleveringen             |
| 2010      | Nevermind Nirvana                 | Sonny                 | Televisiefilm              |
| 2011      | Outsourced                        | Kamran                | Afl. "Todd's Holi War"     |
| 2011      | Svetlana                          | Vivek                 | 2 afleveringen             |
| 2011      | Five                              | Dr. Desai             | Televisiefilm              |
| 2011      | My Freakin' Family                | Raj                   | Televisiefilm              |
| 2012      | Bones                             | Poorab Sangani        | Afl. "The Don't in the Do" |
| 2012      | Perception                        | Dr. Harvey Kapoor     | Afl. "Pilot"               |
| 2012      | The New Normal                    | Amir                  | 4 afleveringen             |
| 2013-2014 | Super Fun Night                   | Alexander Rosenhoff   | 4 afleveringen             |
| 2014      | The Michael J. Fox Show           | Ranesh                | Afl. "Co-Op"               |
| 2014      | Trophy Wife                       | Dr. Scharma           | Afl. "Mother's Day"        |
| 2014      | Hawaii Five-0                     | Dr. Sanjeet Dhawan    | Afl. "Ke Koho Mamao Aku"   |
| 2014      | Dead Boss                         | Henry                 | Televisiefilm              |
| 2015      | Childrens Hospital                | Dr. Sunnit Bharta     | Afl. "Up at 5"             |
| 2015      | The Comedians                     | Casey                 | Afl. "Billy's Birthday"    |
| 2015      | Another Period                    | Mohandas Gandhi       | Afl. "Switcheroo Day"      |
| 2015-2016 | Grandfathered                     | Ravi                  | 22 afleveringen            |
| 2015-2017 | Master of None                    | Zichzelf              | 2 afleveringen             |
| 2016      | Grey's Anatomy                    | Timir Dhar            | 2 afleveringen             |
| 2016-2017 | Wrecked                           | Tank Top              | 6 afleveringen             |
| 2017      | Superstore                        | Rex                   | Afl. "Rebranding"          |
| 2017      | The Great Indoors                 | Lalit Pajala          | Afl. "Mason Blows Up"      |
| 2017      | Santa Clarita Diet                | Ryan                  | Afl. "The Book!"           |
| 2017-2019 | American Housewife                | Grant                 | 5 afleveringen             |
| 2018      | Living Biblically                 | Doug                  | 3 afleveringen             |
| 2018      | Door No. 1                        | Shane                 | Afl. "Ten Year"            |
| 2018      | The Cool Kids                     | Dr. Chad              | Afl. "Sid Comes Out"       |
| 2019      | Fam                               | Joe                   | Afl. "This Is Fam"         |
| 2020      | Bhaag Beanie Bhaag                |                       | Afl. "1"                   |

### Documentaire
| Jaar | Titel           | Rol      | Opmerkingen |
| ---- | --------------- | -------- | --- |
| 2014 | Meet the Patels | Zichzelf | Ook regie en scenario Los Angeles Film Festival: Publieksprijs voor beste documentaire Traverse City Film Festival: Oprichtersprijs voor beste film Traverse City Film Festival: Publieksprijs voor beste documentaire |